# Euploea leucostictos
Espèce
Euploea leucostictos est une espèce d'insectes lépidoptères de la sous-famille des Danainae (famille des Nymphalidae).

## Répartition
Euploea  leucostictos est présent depuis les Philippines jusqu'en Nouvelle-Calédonie à Grande-Terre.

## Description
C'est un papillon marron foncé dont le dessus est orné d'une ligne submarginale de points ovales blancs aux antérieures et aux postérieures. Le revers est marron plus clair avec la même ornementation. Le corps est noir, marqué lui aussi de points blancs.

## Liste des sous-espèces
Selon GBIF (27 novembre 2023) :
- Euploea leucostictos affinita Strand, 1914
- Euploea leucostictos aviena Fruhstorfer, 1910
- Euploea leucostictos bellona Howarth, 1962
- Euploea leucostictos bernsteinii C.Felder & R.Felder, 1865
- Euploea leucostictos ceramica (Swinhoe, 1917)
- Euploea leucostictos crucis Carpenter, 1953
- Euploea leucostictos depuiseti Oberthür, 1879
- Euploea leucostictos erima (Fruhstorfer, 1899)
- Euploea leucostictos escapardae Morishita, 1974
- Euploea leucostictos eunice (Quoy & Gaimard, 1824)
- Euploea leucostictos eustachiella Carpenter, 1953
- Euploea leucostictos eustachius (Kirby, 1889)
- Euploea leucostictos herbstii Boisduval, 1832
- Euploea leucostictos hisme Boisduval, 1832
- Euploea leucostictos imitata Butler, 1870
- Euploea leucostictos iphianassa Butler, 1866
- Euploea leucostictos kadu Eschscholtz
- Euploea leucostictos leucostictos Gmelin, 1790
- Euploea leucostictos lycoleon Fruhstorfer, 1910
- Euploea leucostictos lykeia Fruhstorfer, 1910
- Euploea leucostictos macleayi C.Felder & R.Felder, 1885
- Euploea leucostictos messia Fruhstorfer, 1910
- Euploea leucostictos nemertes (Hübner, 1806)
- Euploea leucostictos nemertoides Rothschild, 1915
- Euploea leucostictos oculata (Moore, 1883)
- Euploea leucostictos oeneon Fruhstorfer, 1912
- Euploea leucostictos oppia Fruhstorfer, 1910
- Euploea leucostictos perdita (Butler, 1882)
- Euploea leucostictos polymela Godman & Salvin, 1888
- Euploea leucostictos pseudohisme Fruhstorfer, 1910
- Euploea leucostictos pulchella Carpenter, 1942
- Euploea leucostictos rossi Carpenter, 1953
- Euploea leucostictos spartacus Miskin, 1890
- Euploea leucostictos staintonii C.Felder & R.Felder, 1865

## Biologie

### Plantes hôtes
Les plantes hôtes de sa chenille sont des Ficus, Ficus harlandi, Ficus streblus, Ficus hispida, Ficus retusa, Ficus robusta, Ficus subulata, Ficus streblus, Ficus wass.

## Protection
Pas de statut de protection particulier.

## Philatélie
Euploea leucostictos novarumebudum figure sur un timbre du Vanuatu

## Systématique
Le nom valide complet (avec auteur) de ce taxon est Euploea leucostictos (Gmelin, 1790).
L'espèce a été initialement classée dans le genre Papilio sous le protonyme Papilio leucostictos Gmelin, 1790.

### Synonymes
Selon GBIF (27 novembre 2023) :
- Euploea albocincta van Eecke, 1915
- Euploea assimilata C.Felder & R.Felder, 1865
- Euploea bandaensis Fruhstorfer, 1910
- Euploea fraterna C.Felder & R.Felder, 1865
- Euploea nepos Röber, 1891
- Papilio leucostictos Gmelin, 1790
- Salpinx bandana Fruhstorfer, 1904
- Salpinx bouruana Moore, 1883
- Salpinx frigida Butler, 1878
- Salpinx nepotina Fruhstorfer, 1904

Selon Funet, le 22 juillet 2011 :
- Euploea nemertes erima Rothschild, 1915